# Partiment
Partiment (occ. partimen) o joc partit (escrit també joch) és un dels gèneres dialogats de la lírica trobadoresca.

## El debat i el partiment
El diàleg independent entre dos trobadors es va donar des dels inicis de la poesia trobadoresca, però a la vegada sorgia, dintre d'aquest mateix estil, una nova forma de composició on dos o més trobadors componien una mateixa peça de forma conjunta sobre un tema específic sobre el qual acabarien debatent.
Cadascun dels trobadors es posicionava a favor o en contra en la qüestió plantejada per tal d'argumentar la seva opinió i dotar-la de dramatisme. De vegades la posició que escollien els diferents trobadors venia imposada per la persona que els contractava.
Més endavant, aquests diàlegs van anar evolucionant fins a arribar a ser el que avui dia coneixem com partiment. Aquest estil de debat es va donar a l'última etapa de l'activitat trobadoresca.
El “partiment” o també conegut com a “joc partit” consistia en un grup de trobadors que havien de posicionar i defensar les seves idees respecte a una qüestió que el primer d'aquests plantejava als altres i la resta de participants li donaven diferents opinions. El trobador que formulava la pregunta defensaria la solució que els altres trobadors li haguessin deixat.
El trobador que l'inicia planteja un problema, una situació, que té dues solucions i es compromet a defensar l'alternativa contrària a la triada pel seu interlocutor. No es tracta, doncs, de defensar la veritat sinó de manifestar l'enginy, l'agudesa personal. És semblant a les justes poètiques de qualsevol cultura (com la japonesa de l'època Heian, per exemple o les baralles de galls al rap d'avui dia). 
Els participants mostraven orgullosos les seves virtuts poètiques i el seu enginy mentre acompanyaven les seves actuacions amb instruments i vestits fent un veritable espectacle. No era tan important guanyar amb allò que defensaven sinó exhibir-se escollint les paraules exactes i demostrant una habilitat superior a la del company.
D'aquesta manera, el partiment (o joc partit) es va convertir en part essencial de la lírica trobadoresca essent un joc poètic i social entre trobadors.

## Temes
Els temes que escollien eren molt variats i propers però tots giraven al voltant del dia a dia de persones properes, de vegades també tractaven temes d'amor. com en aquests plantejaments:
- Quan ha de sentir més pena l'enamorat: si mor l'estimada o si li és infidel?
- Què és preferible: gaudir dels favors de la dama sense que ningú ho sàpiga o bé que la gent cregui que en gaudeix sense que sigui veritat?
- Quin tipus d'enamorat prefereix una dama, aquell qui li dona presents o el que deixa que li donin?
- Característiques de la vida a la cort
- El somriure d'una dona que viu al voltant
- Aspectes sobre la seva professió

L'amor que es canta és el típic de l'amor cortès.